# Kerncentrale Biblis
De kerncentrale van Biblis is een Duitse kerncentrale in Hessen, nabij de stad Biblis.
De centrale heeft twee hogedrukreactoren (PWR) en is eigendom van RWE. In 2011 is deze centrale stilgelegd.
| Reactorblok | Reactortype | Vermogen | Begin bouw | Inbedrijfname | Stillegging |
| ----------- | ----------- | -------- | ---------- | ------------- | ----------- |
| Biblis-A    | PWR         | 1225 MW  | 1970       | 1975          | 2011        |
| Biblis-B    | PWR         | 1300 MW  | 1972       | 1977          | 2011        |

## Afbeeldingen

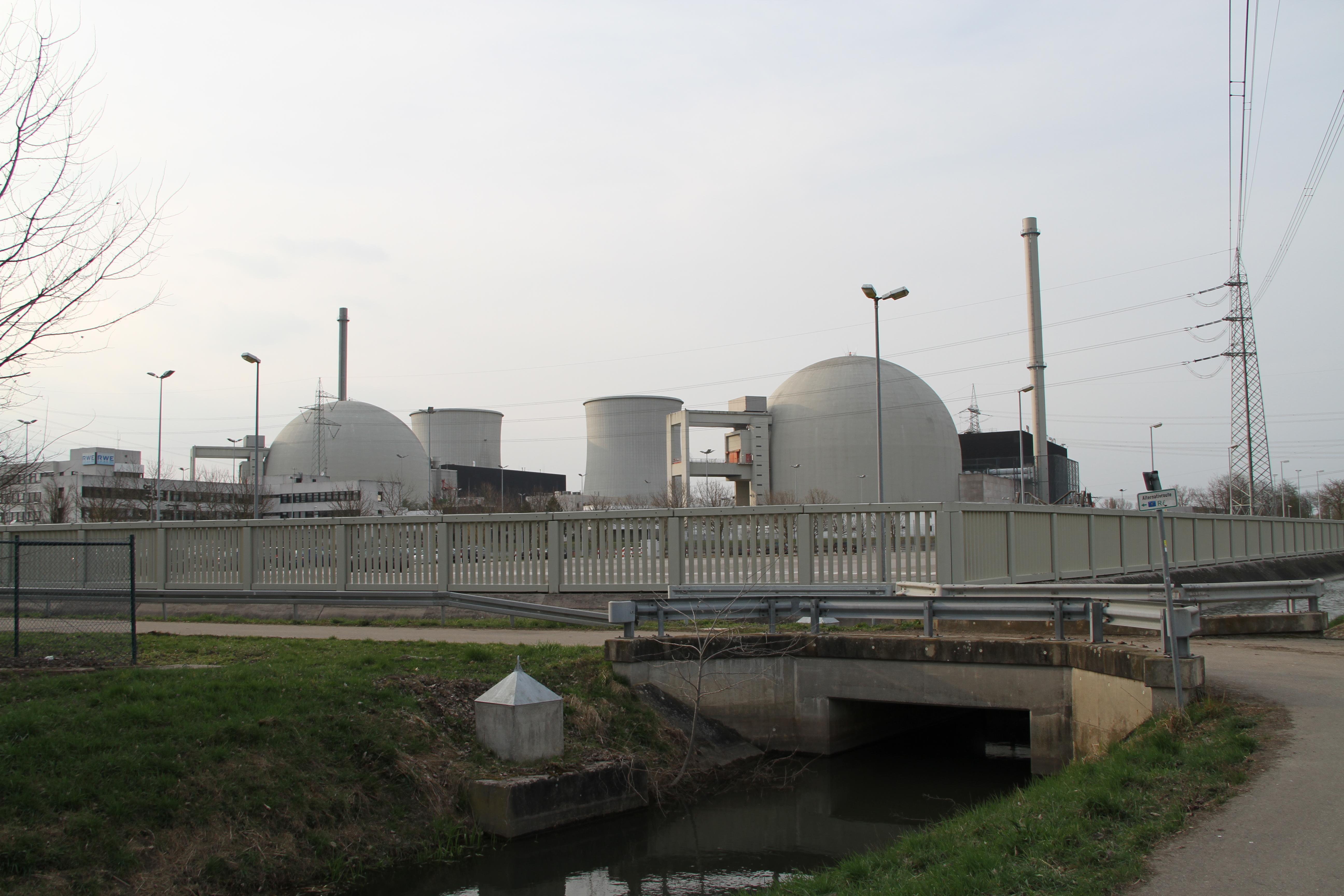
Energiecentrale Biblis (Duitsland), block A (rechts) - block B (links)
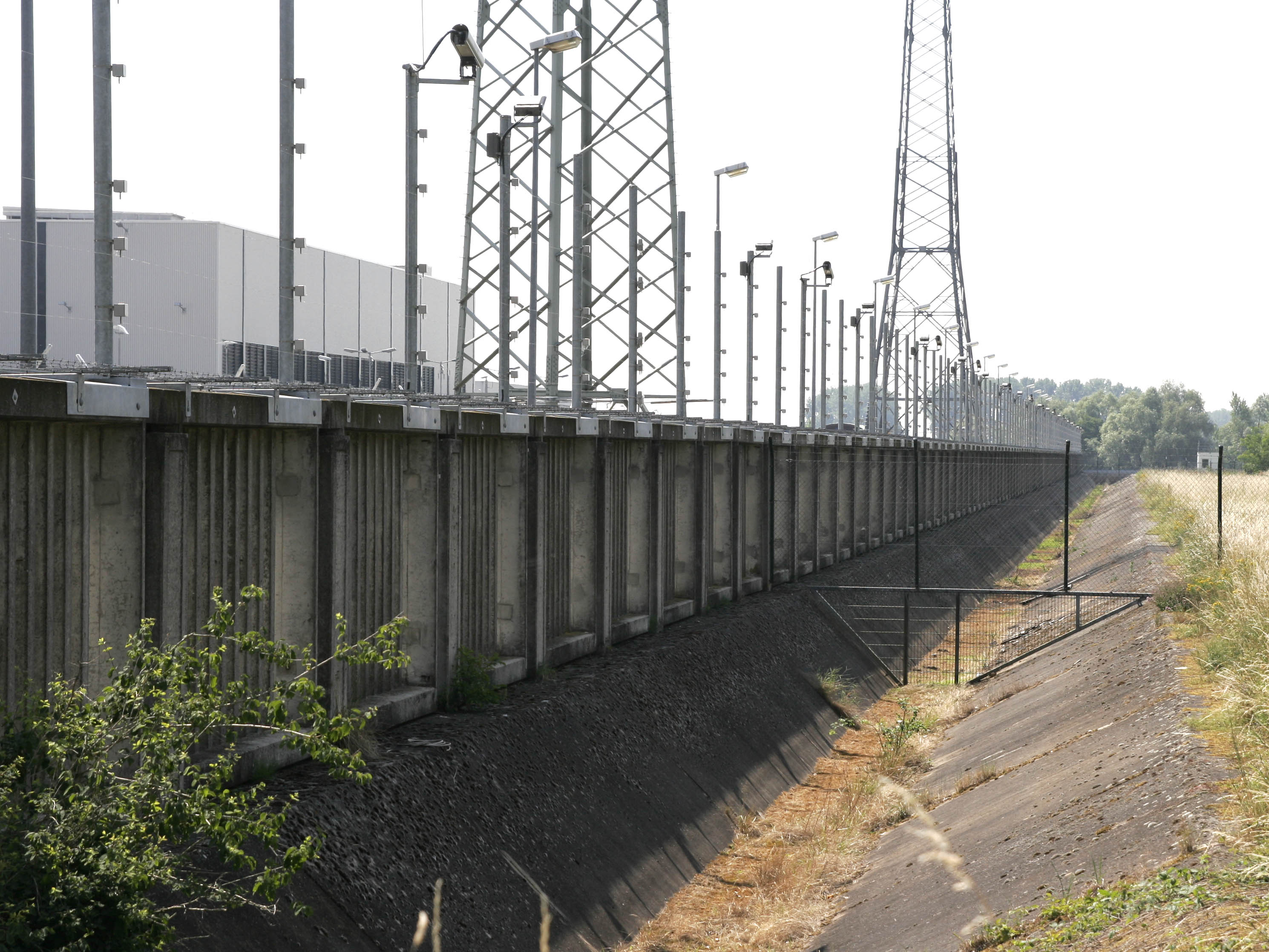
Veiligheidsmaatregelen aan de zuidzijde
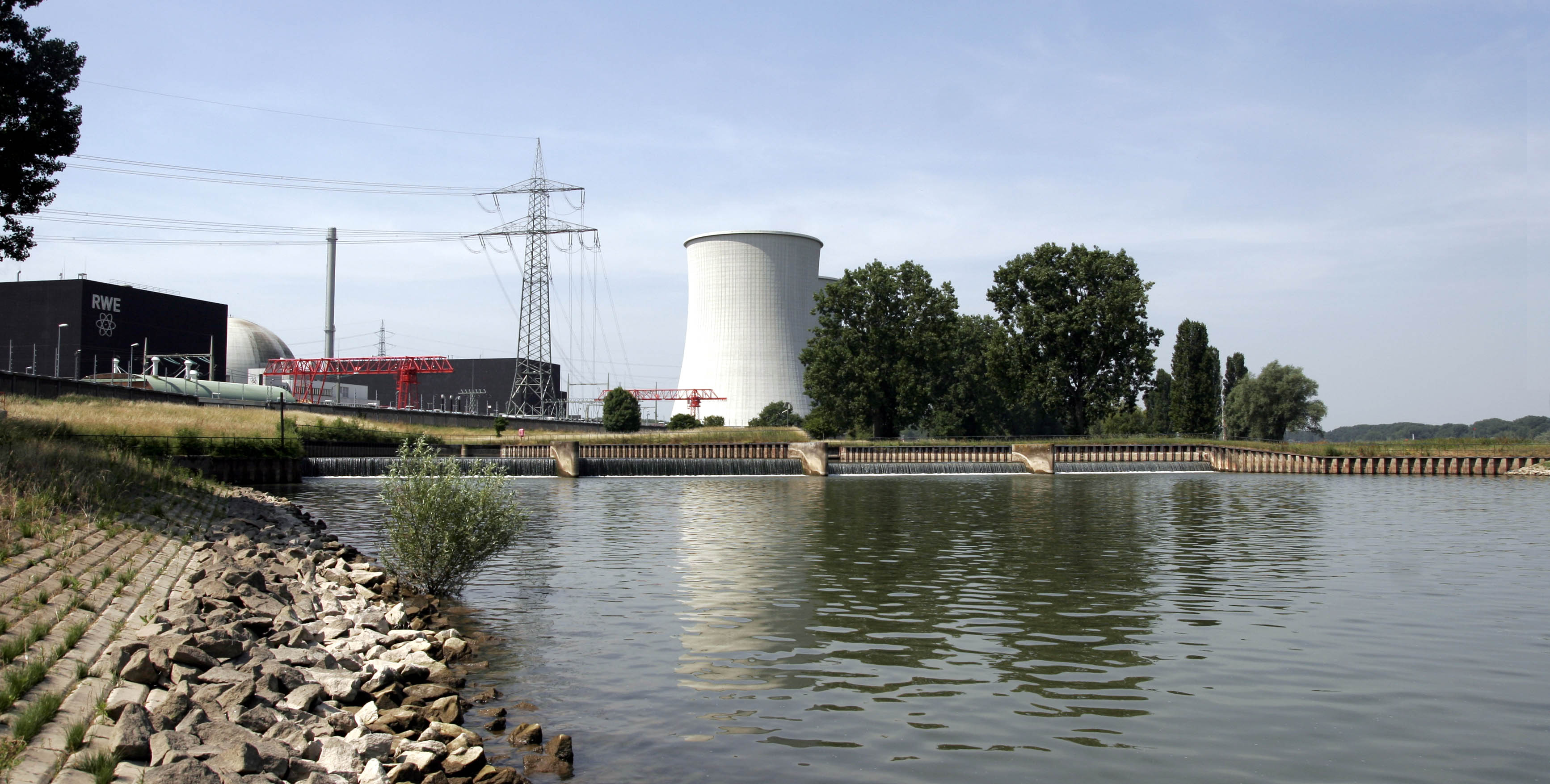
Foto van koeltorens bij de Rijn (unit A in de achtergrond)
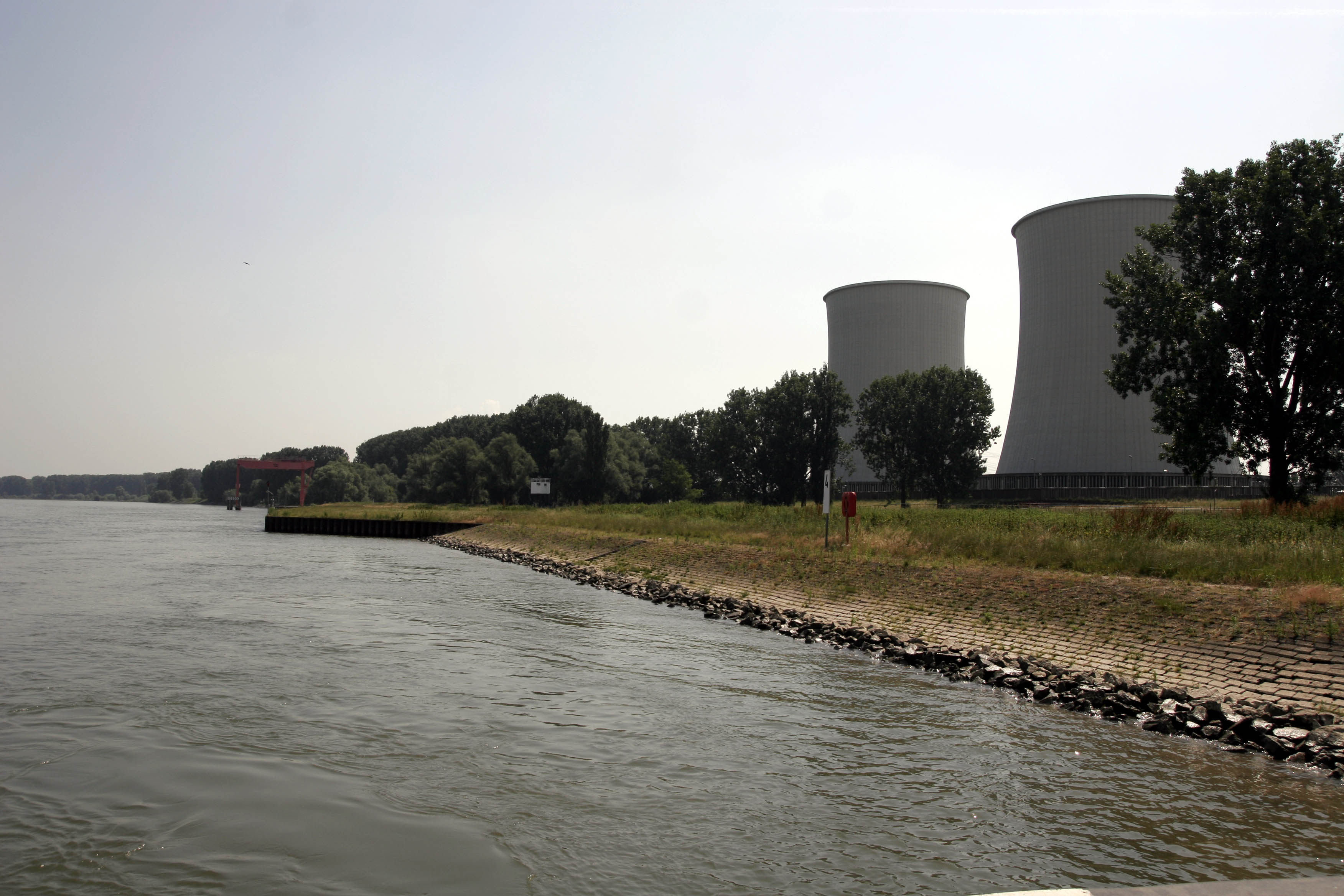
Energiecentrale Biblis. Aan de rechterkant twee koeltorens van de unit A. Op de achtergrond is een kade waar zware onderdelen, zoals reactorvat en Stoomgenerator werden aangevoerd per schip.